# Goudvoorhoofdspecht
De goudvoorhoofdspecht (Melanerpes aurifrons) is een vogel uit de familie Picidae.

## Kenmerken
De specht is 22 tot 26 cm lang. Van boven is de vogel zwart met fijne horizontale streepjes en van onder grijs tot heel licht okerkleurig. Er is weinig verschil tussen het mannetje en het vrouwtje. Het mannetje heeft een rode kopkap. De nominaat heeft het minste rood op de kop, maar wel gele vlekken op het achterhoofd en bij de snavel. Bij de overige ondersoorten (Velasquez' specht) is de hoeveelheid rood op de kop uitbundiger, maar verschillend per ondersoort. Bij vrouwtjes ontbreekt het rood (behalve bij de ondersoort  M. a. dubius) maar zij hebben wel een geel vlekje op het achterhoofd.

## Verspreiding en leefgebied
Deze soort komt voor van zuidelijk Verenigde Staten tot in Midden-Amerika. Er zijn 12 ondersoorten:
- M. a. aurifrons: van de Verenigde Staten tot in Mexico.

De volgende 11 ondersoorten waren voorheen ondersoorten van de Velasquez' specht:
- M. a. polygrammus: van Oaxaca tot Chiapas (zuidwestelijk Mexico).
- M. a. grateloupensis: van Tamaulipas tot Puebla en centraal Veracruz (oostelijk Mexico).
- M. a. veraecrucis: van zuidelijk Veracruz tot noordelijk Guatemala.
- M. a. dubius: van Yucatán (zuidoostelijk Mexico) tot Belize en noordoostelijk Guatemala.
- M. a. leei: Cozumel (nabij oostelijk Mexico).
- M. a. santacruzi: van zuidelijk Chiapas (zuidelijk Mexico) tot noordelijk Nicaragua.
- M. a. hughlandi: centraal Guatemala.
- M. a. pauper: noordelijk Honduras.
- M. a. turneffensis: Turneffe (nabij Belize).
- M. a. insulanus: Utila (nabij Honduras).
- M. a. canescens: Roatán en Barburat (nabij Honduras).

Het leefgebied bestaat uit diverse typen bos op hoogten tussen 0 en 2500 meter boven zeeniveau, variërend van vochtig tropisch bos tot droog of gedegradeerd bos en bomen in cultuurland en tuinen in stedelijke omgeving. 